# Тоні Річардсон
Тоні Річардсон (англ. Tony Richardson, повне ім'я — Сесіл Антоніо Річардсон; 5 червня 1928 — 14 листопада 1991) — британський кінорежисер, сценарист і продюсер. Лауреат премії «Оскар» за 1963 рік.

## Біографія
Тоні Річардсон народився 5 червня 1928 року в місті Шиплі, графство Йоркшир. Закінчив Оксфордський університет. Почав кар'єру як телепродюсер і театральний режисер. У другій половині 1950-х років став одним із засновників руху «Вільне кіно».
Заснував кінокомпанію Woodfall Film Productions разом з драматургом Джоном Осборном. У тому ж році вийшла екранізація п'єси Осборна «Озирнись у гніві» (1958), де грав Річард Бертон.
У 1964 році отримав премію «Оскар» за фільм «Том Джонс», екранізацію роману Генрі Філдінга. Картина отримала чотирьох «Оскарів» (найкращий фільм, найкраща режисура, найкращий сценарій, найкраща музика). Після цього режисер був запрошений на роботу в США. Один з відомих його фільмів американського періоду — екранізація твору Джона Ірвінга «Готель Нью-Гемпшир».
У 1966 році фінансував втечу з Великої Британії радянського шпигуна Джорджа Блейка.
Помер 14 листопада 1991 року.

## Особисте життя
У 1962—1967 роках був одружений з актрисою Ванессою Редґрейв. Обидві дочки від цього шлюбу — Наташа Річардсон і Джоелі Річардсон стали актрисами.
Річардсон був бісексуалом. Він помер від ускладнень, спричинених СНІДом, у віці 63 років.

## Фільмографія
- 1959 : «Озирнись у гніві» / (Look Back in Anger)
- 1960 : «Конферансьє» / (The Entertainer)
- 1961 : «Смак меду» / (A Taste of Honey)
- 1962 : «Самотність бігуна на довгі дистанції» / (The Loneliness of the Long Distance Runner)
- 1963 : «Том Джонс» / (Tom Jones)
- 1965 : «Незабутня» / (The Loved One)
- 1982 : «Кордон» / (The Border)
- 1984 : «Готель «Нью-Гемпшир»» / (The Hotel New Hampshire)
- 1994 : «Блакитне небо» / (Blue Sky)